# Yaw Mireku
Yaw Amankwah Mireku (Accra, 25 novembre 1979) è un calciatore ghanese, difensore dell'All Stars.

## Palmarès

### Club

#### Competizioni nazionali
- Ghanian Premier League: 8

Hearts of Oak: 1997-1998, 1998-1999, 1999, 2000, 2001, 2002, 2004-2005, 2006-2007
- Coppa del Ghana: 2

Hearts of Oak: 1999, 2000